# Royville
Royville ist eine französische Gemeinde mit 315 Einwohnern (Stand: 1. Januar 2022) im Département Seine-Maritime in der Region Normandie. Sie gehört zum Arrondissement  Dieppe und zum Kanton Luneray. Die Einwohner werden Royvillois genannt.

## Geographie
Royville liegt etwa 24 Kilometer südsüdwestlich von Dieppe an der Saâne. Umgeben wird Royville von den Nachbargemeinden Lammerville im Norden und Osten, Bacqueville-en-Caux im Osten und Südosten, Saint-Ouen-le-Mauger im Süden, Saâne-Saint-Just im Südwesten, Biville-la-Rivière im Westen, Tocqueville-en-Caux im Westen und Nordwesten sowie Rainfreville im Nordwesten.

## Bevölkerungsentwicklung
| Jahr                      | 1962 | 1968 | 1975 | 1982 | 1990 | 1999 | 2006 | 2013 |
| Einwohner                 | 257  | 221  | 207  | 252  | 252  | 216  | 235  | 271  |
| Quelle: Cassini und INSEE |      |      |      |      |      |      |      |      |

## Sehenswürdigkeiten
- Kirche Saint-Martin